# Marszałek ziemski
Marszałek ziemski, marszałek powiatowy albo marszałek sejmikowy (łac. mareschalus, comitiorum director) – urząd ziemski I Rzeczypospolitej w Wielkim Księstwie Litewskim.
Była ta godność sprawowana dożywotnio. Z urzędu przewodniczył sejmikowi. W czasie wojny jego kompetencje były podobne do kasztelana w Koronie. Wiódł on zgromadzone wojsko pospolitego ruszenia do wojewody. Był też urzędnikiem sądowym i miał prawo sądzenia w sądach ziemskich. Był wybierany przez króla spośród 4 kandydatów przedstawionych przez sejmik. Kompetencje tego urzędu określała konstytucja sejmowa 1631.